# LB&SCR A1 class
London, Brighton and South Coast Railway (LB&SCR) A1 class — тип английского паровоза с осевой формулой 0-3-0, спроектированный Уильямом Страудли. В 1872 году и в 1874—1880 годах на заводе Brighton railway works было построено 50 паровозов этого типа. Известны под прозвищами англ. Rooters — «Плуг» и, больше, «Терьер» по характерному лающему звуку выхлопа. Позднее паровозы, работавшие на ветке острова Хейлинг, называли «Хейлингский Билли», и в одноимённом пабе некоторое время находился нынешний № W8 Freshwater.
После того, как эти паровозы были вытеснены со станции Лондонский мост и вокзала Виктория более мощными паровозами LB&SCR D1 class и ранними электровозами, некоторые «Терьеры» были проданы, а остальные в большинстве своём переведены на боковые ветки в Суссексе или на внутренние нужды дороги (например, маневровыми). Эти паровозы достигали скорости 60 миль/ч (95 км/ч)
Найдя себе нишу, эти паровозы просуществовали не только до укрупнения британских железных дорог в 1923 году и перешли к Southern Railway, но и до национализации, и в 1948 году оказались в British Railways. После Второй мировой войны число паровозов этого типа стало убывать, потому что их заменяли дизельными локомотивами, или просто закрывали боковые ветки, на которых они работали. Тем не менее, часть паровозов доработала до начала 60-х годов. Один был тянитолкаем между Фэрхэмом и Ли-на-Соленте, летом с двумя вагонами LSWR, а зимой с одним (дотоле там работал LC&DR class A 0-2-2T № 626 с двумя вагонами), но больше всего известны паровозы на острове Хейлинг (Гэмпшир). В ноябре 1963 года ветка к Хейлингу была закрыта, и последние паровозы (LB&SCR) A1 были списаны.
Восемь паровозов были выкуплены для сохранения, ещё два British Railways подарили Канадскому железнодорожному музею (№ 54 Waddon) и Национальному железнодорожному музею (№ 82 Boxhill). № 55 Stepney известен как первый паровоз стандартной колеи на Bluebell Railway, первой (август 1960) исторической железной дороге стандартной колеи, на которой с пассажирами работали паровозы.

## История

### Железная дорога Лондона, Брайтона и Южного побережья (1872—1923)

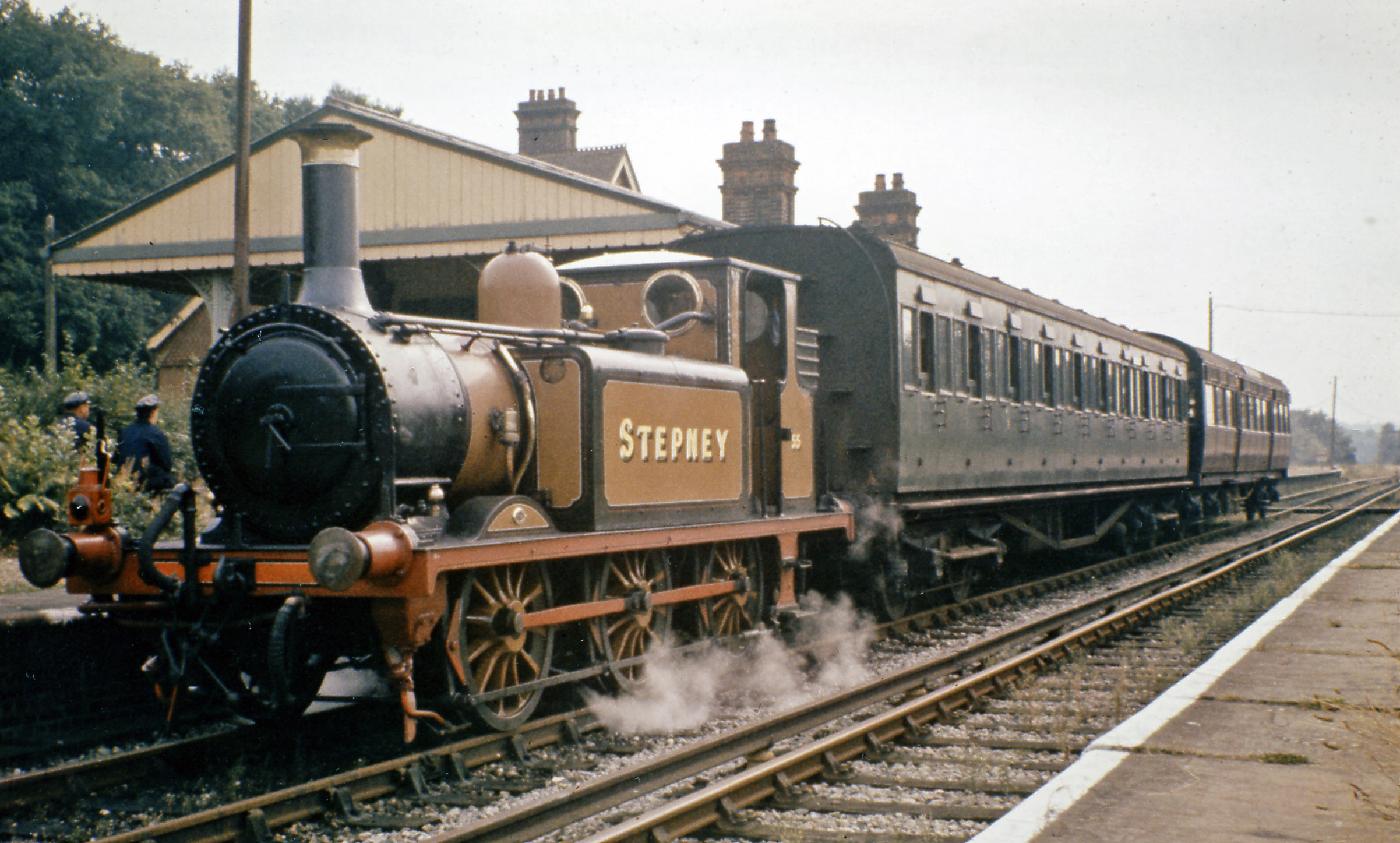
№ 55 Stepney в ранней «улучшенной зелёной» ливрее LB&SCR

Небольшие танк-паровозы A class были спроектированы в 1870 году для пригородных поездов на перегруженных линиях южного и юго-восточного Лондона: от станции Лондонский мост к Восточному и Западному Кройдону, от вокзала Виктория к станции Саттон, по линии между Викторией и Лондонским мостом через Пекхэм-Рай и Денмарк-хилл, для железной дороги Восточного Лондона в туннеле под Темзой (Марка Изамбарда Брюнеля). Для перечисленных поездов в 1872 году было построено 6 паровозов, которые на коротких перегонах хорошо работали с небольшими поездами благодаря высоким ускорениям. В июне 1874—сентябре 1880 было построено ещё 44 паровоза.
Паровозы были окрашены в «улучшенную зелёную» ливрею Страудли, которая контринтуитивно не зелёного, а охряного цвета. Точный оттенок стал предметом споров в диапазоне от жёлтого до коричневого.
Недавно построенный № 40 Brighton Уильям Страудли повёз от LB&SCR на Парижскую выставку 1878 года, на которой получил золотую медаль за качество. Чтобы убедить французские Западные железные дороги в том, что их поезда к паромам LB&SCR могут ходить быстрее, был организован пробег от Морского вокзала Дьеппа до Парижа, в котором Brighton показал невиданную на этой линии длительную скорость почти 50 миль/ч (80 км/ч).
Последние два десятилетия XIX века Лондон поглощал свои пригороды. Прежде отдельные городки Кройдон, Саттон и Норвуд срослись в огромный сплошь застроенный район, во многом благодаря паровозам, ускорившим сообщение и позволившим людям, работая в Лондоне, жить в пригороде. Требования к скорости оставались прежними, но поезда становились всё тяжелее, и «Терьеры» стали слабосильными для своей прежней работы. Их заменили более мощные танк-паровозы D1 class, но надёжные «Терьеры» перевели на малонагруженные ветки, в грузовые и маневровые локомотивы.

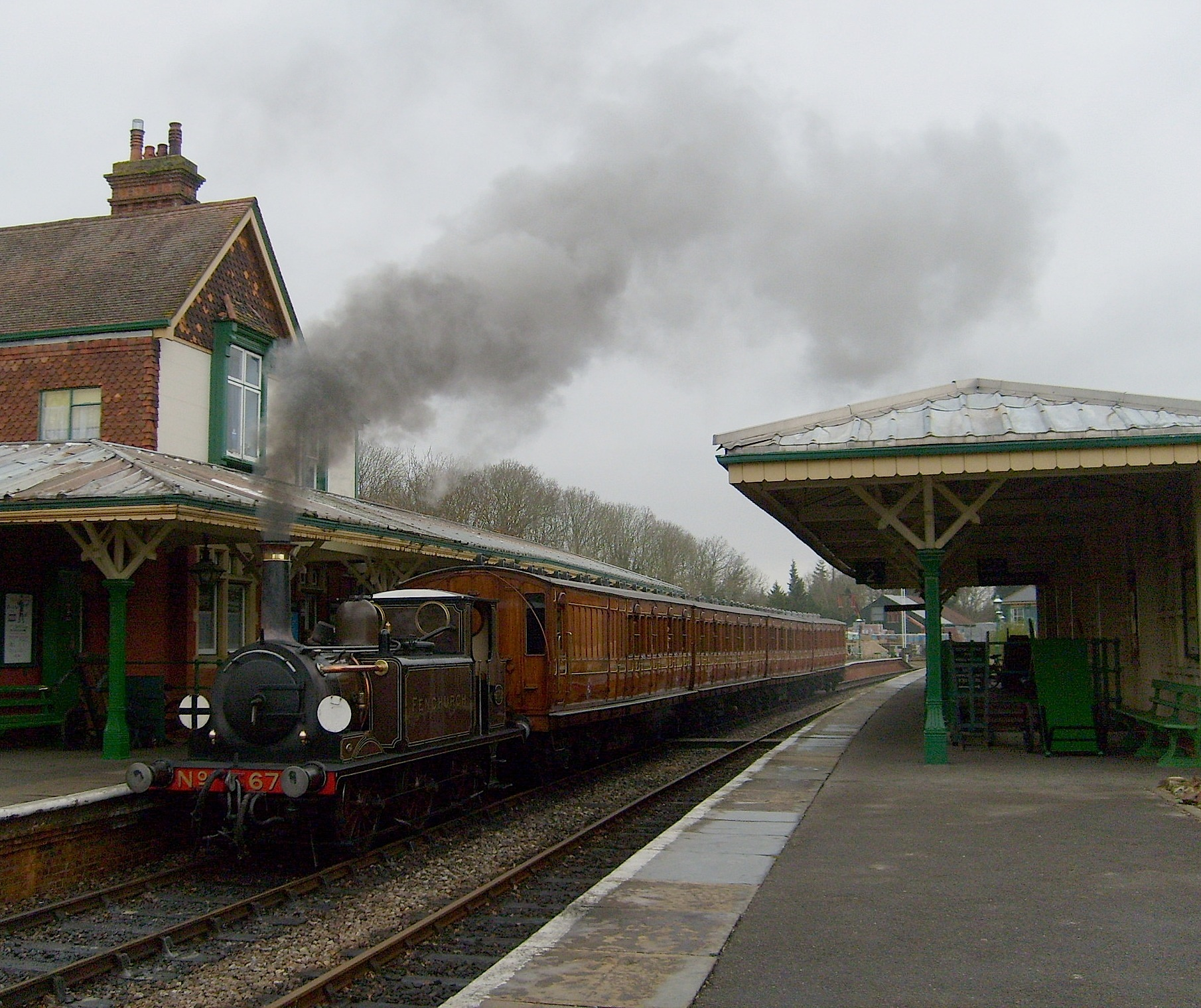
№ 672 Fenchurch в поздней янтарной ливрее LB&SCR в Кингскоте с поездом Metropolitan Railway (2008)

В 1898—1905 годах было списано 23 паровоза, большинство из которых не утилизировали, а продали: Newhaven Harbour Company, железной дороге острова Уайт (4 паровоза), Pauling & Co. (5 паровозов), железной дороге Кента и Восточного Суссекса (2 паровоза), Лондонской и Юго-Западной железной дороге (LSWR, 2 паровоза) и Юго-Восточной и Чатамской железной дороге (1 паровоз). Остальные паровозы перевели на внутренние нужды, в том числе внутризаводскими на Брайтонский паровозостроительный и Лансингский вагоностроительный заводы. Вполне возможно, что и остаток паровозов был бы вскоре списан, если бы на дороге не организовали обслуживание малодеятельных боковых веток тянитолкаем, для чего паровозы A1 class (обозначение с 1905 года) были особенно хорошо пригодны.
В 1911—1913 годах по заданию преемника Страудли на посту главного инженера тяги Дугласа Эрла Марша на 12 паровозах заменили котлы, ещё 4 котла заменили после Первой мировой войны. Таким образом получились паровозы A1X class на полтонны тяжелее. Одновременно удлинили дымовые коробки (убрав «крылышки» и переместив под пол кабины песочницы, которые дотоле были продолжением брызговиков. Некоторым паровозам, впрочем, позднее прежнее расположение песочниц вернули). Также убрали трубу конденсатора между дымовой коробкой и водяным баком. При этой переделке паровозы перекрашивали в янтарную ливрею Марша.
В 1918 году 5 паровозов выкупило британское правительство для отправки в Шотландию (Инвернесс, Далмор близ Инвергордона), для содействия в минировании Северного моря флотом США. Базы были построены на месте вискокурней британским Адмиралтейством, но управлялись флотом США. В Далморе были паровозы № 37 Southdown, 79 Minories, 81 Beulah и 83 Earlswood, в Глен-Альбин (Инвернесс) был № 38 Millwall. Паровозы № 38, 81 и 83 затем перешли к железной дороге Шропшира и Монтгомеришира.

### Южная железная дорога (1923—1948)

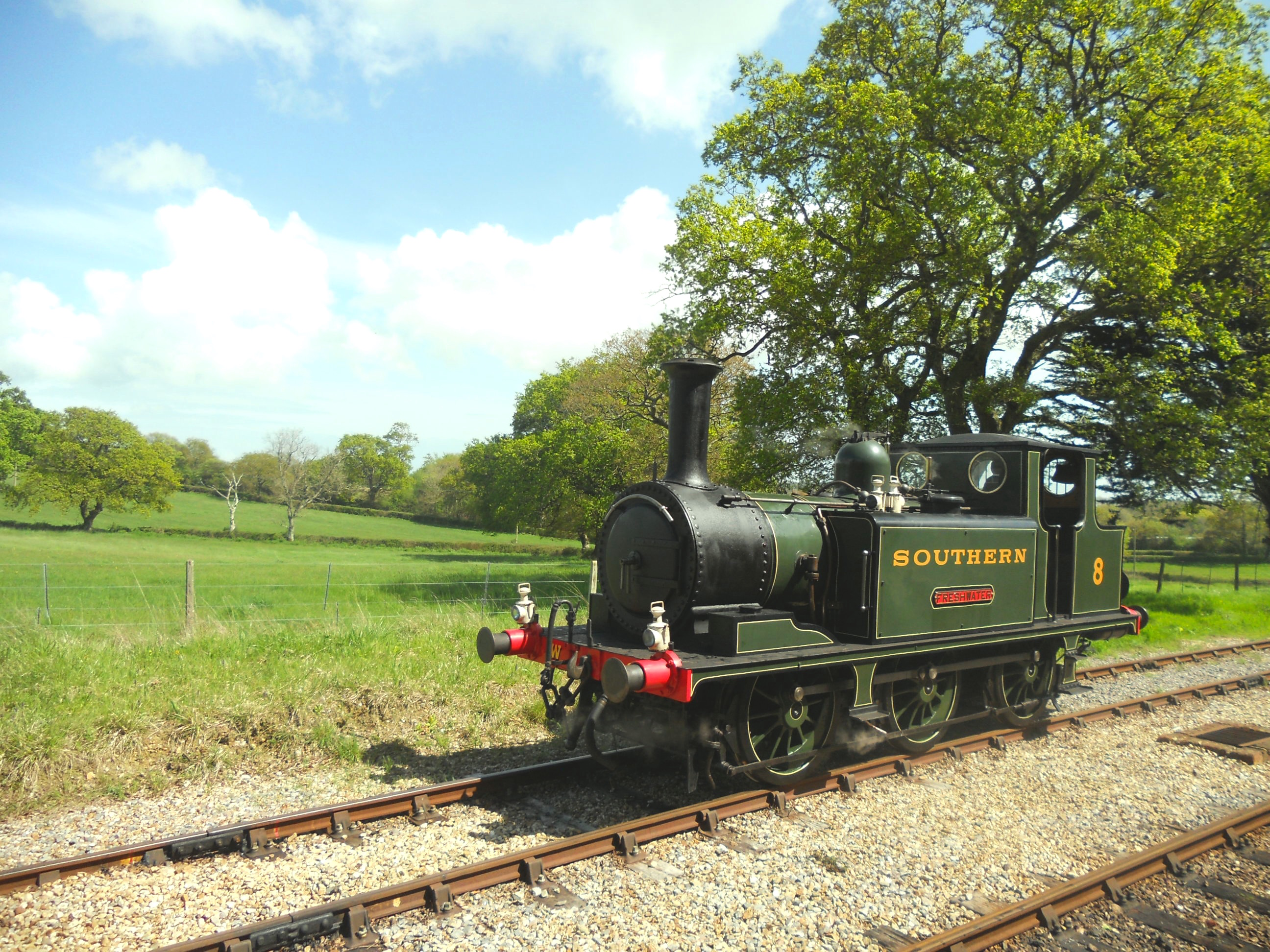
A1X № W8 Freshwater обгоняется на станции Вуттон паровой железной дороги о-ва Уайт

На LB&SCR к моменту образования Southern Railway 1 января 1923 года оставалось 15 паровозов, к которым на SR добавились ещё 9 ранее проданных с других дорог. За несколько следующих лет часть паровозов была списана, два продали в 1925 и 1937 годах на железную дорогу Вестона, Кливдона и Портисхеда (WCPR). Как и во времена LB&SCR, паровозы списывали поодиночке. Первым Южная дорога списала № 42 Tulse Hill (1925), и в то же время был списан ныне знаменитый № 55 Stepney, избегнувший переплавки только из-за необходимости иметь лёгкий паровоз на Хейлингской ветке. На WCPR паровозы № 43 Gipsy Hill (1925) и 53 Ashtead (1937) получили № 2 Portishead и 4 соответственно. Когда эта железная дорога закрылась в 1940 году, паровозы перешли к Большой Западной железной дороге под № 5 Portishead и 6, под которыми вошли в парк British Railways при национализации. № 5 Portishead списан и утилизирован в 1954 году, № 6 — в 1948.
Многие паровозы продолжали работать на линии или служебными, и прослужили дольше всех остальных старых паровозов SR, потому что дорога включила в себя несколько лёгких веток, например, Тентерден — о-в Хейлинг и железную дорогу острова Уайт. На этих ветках были жёсткие весовые лимиты, под которые проходили только лёгкие паровозы типа «Терьеров». В служебных оказался бывший № 82 Boxhill, отремонтированный, покрашенный в охряную ливрею Страудли и работавший маневровым на Брайтонском заводе под номером 380S. В 1948 году его сменил № 377S, бывший № 35 Morden. Несмотря на то, что его часто фотографировали, паровоз был утилизирован в Истлее в 1963 году.
Южная железная дорога концентрировалась на разработке и производстве больших и мощных паровозов для всё больших пассажирских экспрессов в Юго-восточном и Юго-западном направлениях, таких как «Король Артур», Schools и Лорд Нельсон, затем Bulleid Pacifics. Также дорога расширяла сеть электрификации постоянным током 650—850 В посредством третьего рельса для пригородных сообщений (вместо контактной сети LB&SCR, развивавшейся с 1910 года). Заменять небольшие паровозы на боковых ветках не было нужды, потому что их электрификация экономически не оправдывалась или была неудобна из-за изолированности их от остальной энергосистемы. Сохранять старинные маленькие паровозы A1X на сельских ветках было всего проще и дешевле.

### British Railways (1948—1963)

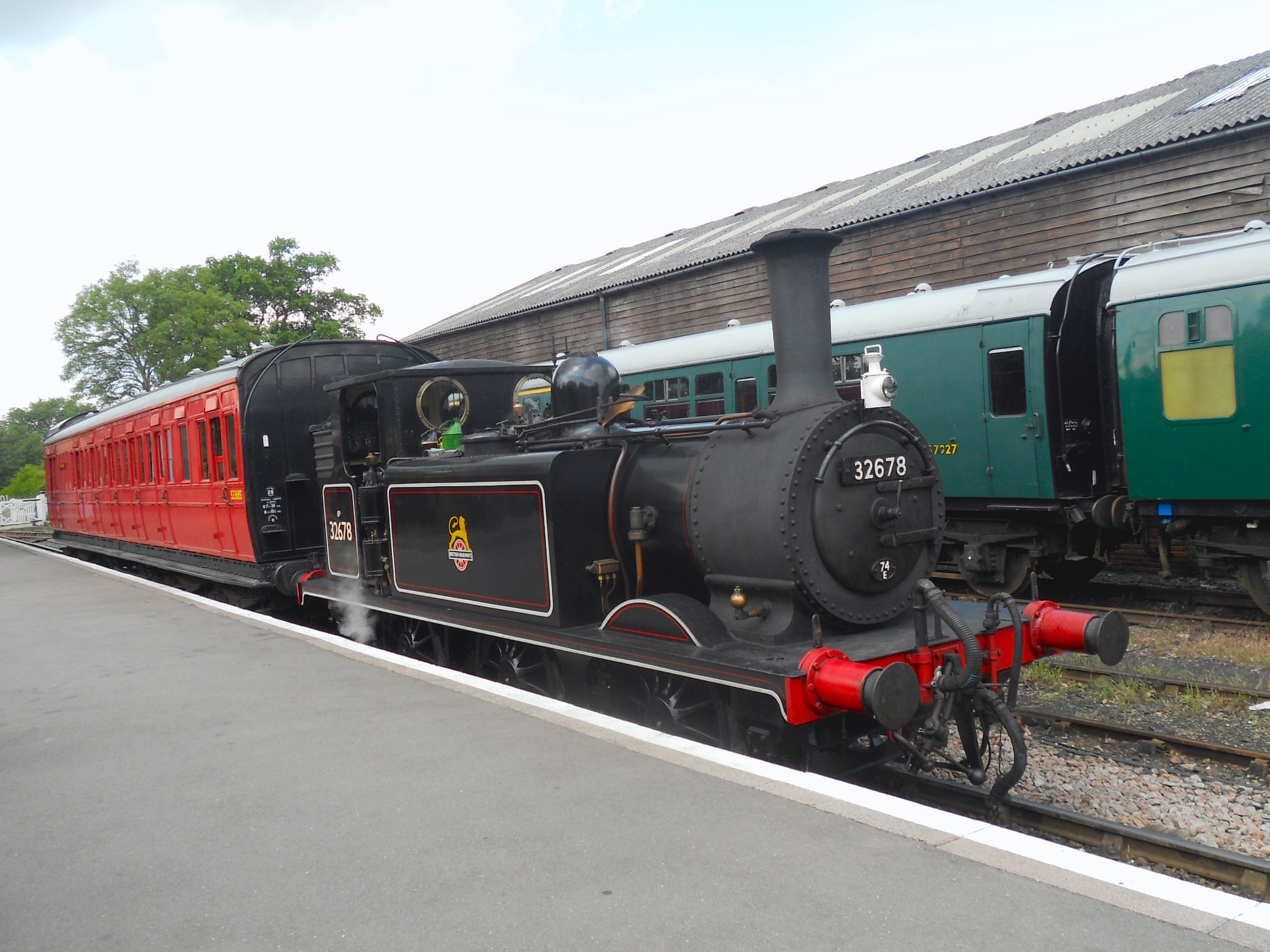
A1X № 32678 с тормозным вагоном «птичья клетка» в Тентертоне (воссоздание атмосферы сельских веток 1950-х годов)

В момент национализации британских железных дорог в 1948 году в парк BR вошёл один паровоз A1 и 14 A1X, все, кроме одного — с Южной железной дороги, ставшей Южным регионом сети. Единственный оставшийся был в Западном регионе, перешедший с Большой Западной железной дороги, тот самый унаследованный от WCPR. На BR они получили стандартную классификацию 0P, то есть самые слабые пассажирские локомотивы.
Служба их продолжилась прежним порядком на лёгких ветках со слабыми путями. Износ и старение удорожали их эксплуатацию, и с появлением в 1955 году плана модернизации  британских железных дорог, который предусматривал закрытие обслуживаемых A1X веток, судьба паровозов этого типа повисла на волоске. «Терьеры» оставались только на двух ветках — на железной дороге Кента и Восточного Суссекса и на о-в Хейлинг. Первая из них закрылась из-за убыточности в 1961 году.
Линия на остров Хейлинг, однако, оставалась прибыльной из-за летнего пика. Тем не менее, когда пришёл в негодность мост через Лангстонскую бухту, руководство Южного региона определило, что восстанавливать его нецелесообразно. Последние регулярные рейсы по ветке прошли 3 ноября 1963 года, специальные — на следующий день (паровозы №№ 32636 и 32670). Последний поезд был и одним из последних в стране грузопассажирских поездов на паровой тяге. После закрытия этой линии BR решили списать последние паровозы A1X. На этот момент паровоз № 32636 (бывший № 72 Fenchurch) был старейшим действующим паровозом в собственности British Railways.

## Нумерация
Первые полученные этими паровозами номера были в диапазоне 35—84, большинство получили и имена лондонских боро или других местных топонимов на сети пригородного сообщения LB&SCR, для которых эти паровозы и предназначались (например, «Уайтчепел», «Суррей», «Темза»), и в честь топонимов вокруг Брайтона (например, Кемп-таун). Исключением был, например, № 82, названный в честь холма Бокс-хилл (буквально «Самшитовый холм») в Суррее недалеко от Доркинга.
С 1900 года к двузначным номерам добавили цифру 6 впереди, а имена паровозов на бортах заменили надписью LBSC. Это было стандартной практикой на дороге — давать устаревающим паровозам большие номера, чтобы передать маленькие новым.
Следующую перенумерацию произвела Южная железная дорога. Сначала к старым номерам паровозов просто приписали букву депо, в котором они базировались, то есть, например, бывшие паровозы LBSCR, обслуживавшиеся в Брайтоне, получили букву B. Исключением стали паровозы острова Уайт, получившие букву W. В 1930 году систему нумерации поменяли. В частности, к номерам паровозов LB&SCR прибавили 2000 (например, № B654 стал 2654).
Последняя перенумерация произошла в рамках стандартной процедуры British Railways, в которой локомотивы SR получили номера прибавлением 30 000 к прежним номерам (например, № 2678 стал 32678).
Знаменитый маневровый паровоз-«хозяин» Брайтонского завода № 377S (т. е. № 377 in Service — служебный), на тот момент единственный паровоз этого типа на внутренней службе, был перенумерован в DS377 (DS — Departmental, Southern region).

## Сохранение

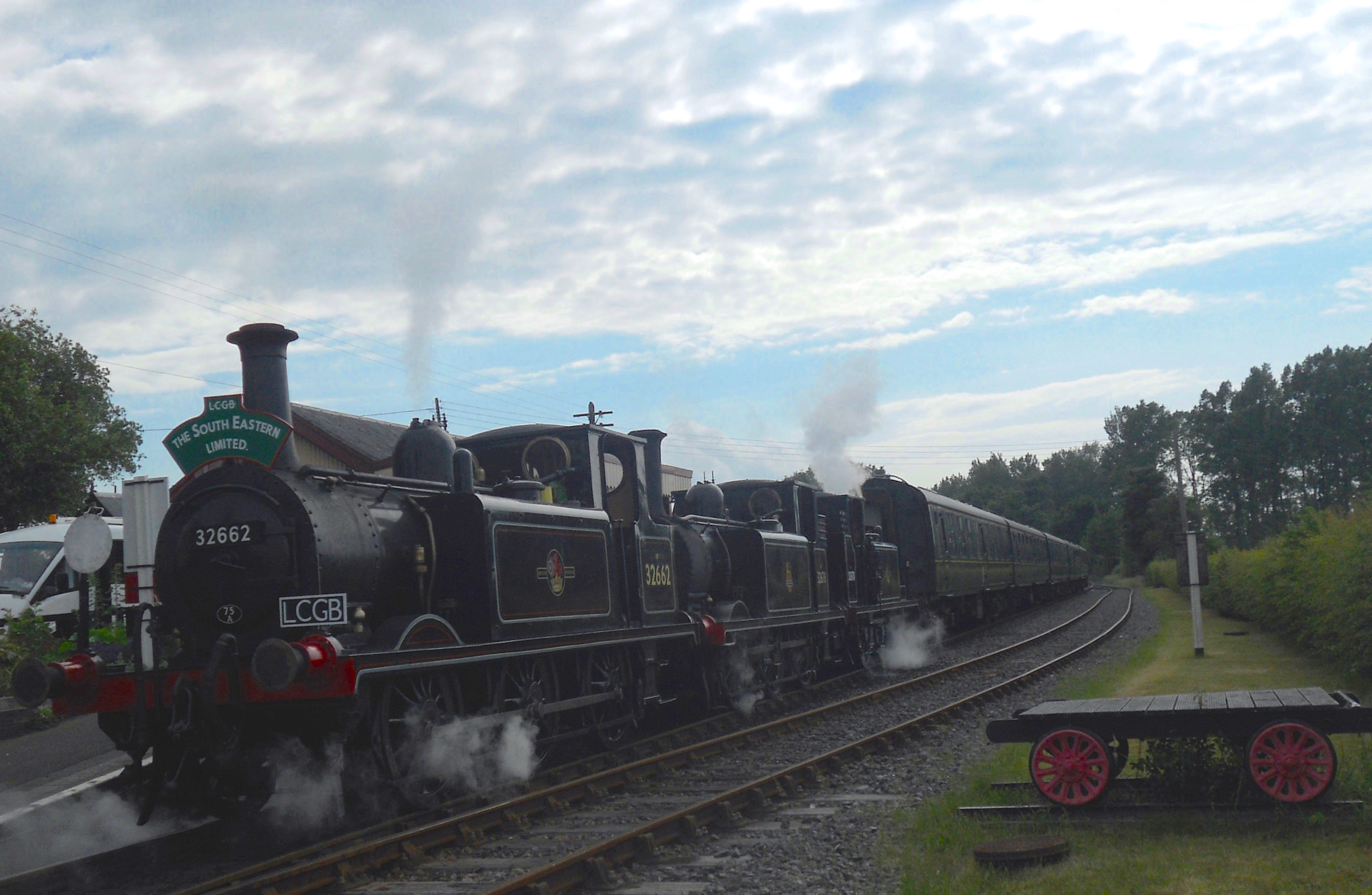
BR class A1X «Терьер» №№ 32662, 32678 и 32670 втроём тянут пассажирский поезд на станции Бодиам железной дороги Кента и Восточного Суссекса

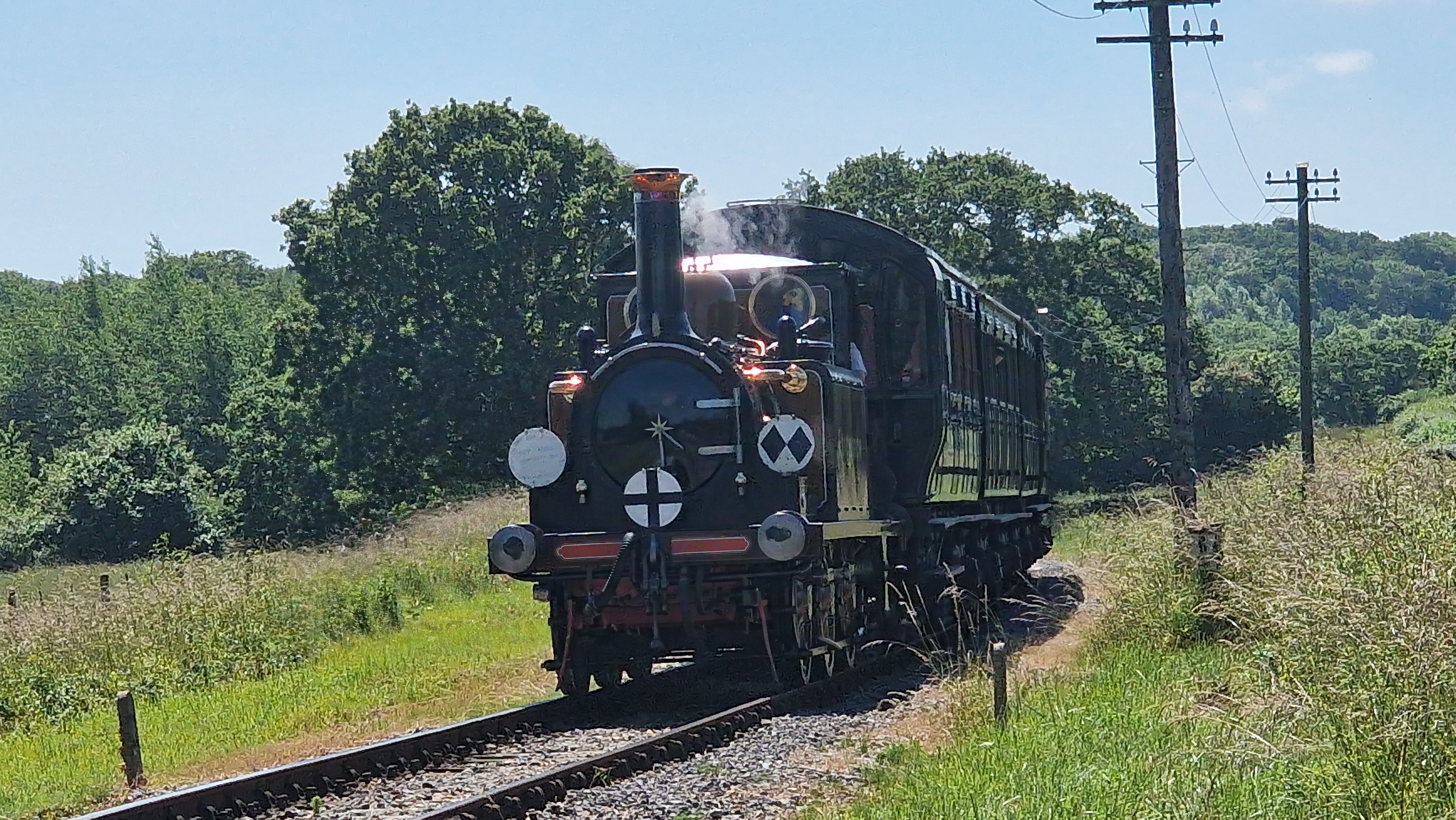
№ 72 Fenchurch приближается к Вуттону (о-в Уайт, 24 июня 2023)

Сохранилось 10 паровозов этого класса, главным образом, в Южной Англии. Ниже они перечислены в порядке номеров LB&SCR, жирным шрифтом — номера и имена по состоянию на сентябрь 2022 года.
| Фотография | Номер   | Номер BR             | Имя                  | Построен      | Перестроен   | Списан        | Ливрея                            | База                                           | Состояние                                                | Примечания                                    |
| ---------- | ------- | -------------------- | -------------------- | ------------- | ------------ | ------------- | --------------------------------- | ---------------------------------------------- | -------------------------------------------------------- | --------------------------------------------- |
|            | 40 W11  | 32640                | Brighton Newport     | март 1878     | август 1918  | сентябрь 1963 | оливково-зелёная Southern Railway | паровая историческая железная дорога о-ва Уайт | Действующий, сертификат котла до 2024 года               | воздушные тормоза                             |
|            | 46 W8   | 32646                | Newington Freshwater | январь 1877   | март 1932    | ноябрь 1963   | оливково-зелёная Southern Railway | паровая историческая железная дорога о-ва Уайт | В ремонте, сертификат котла истёк в 2018 году            | воздушные тормоза                             |
|            | 50      | 32650                | Whitechapel Sutton   | декабрь 1876  | май 1920     | ноябрь 1963   |                                   | паровая историческая железная дорога Спа       | В ремонте                                                |                                               |
|            | 54      | DS680 (Departmental) | Waddon               | февраль 1876  |              | май 1962      | охряная LB&SCR                    | Канадский железнодорожный музей                | Статический экспонат                                     |                                               |
|            | 55      | 32655                | Stepney              | декабрь 1875  | октябрь 1912 | май 1960      |                                   | Bluebell Railway                               | Статический экспонат, сертификат котла истёк в 2014 году |                                               |
|            | 62 662  | 32662                | Martello             | октябрь 1875  | декабрь 1912 | ноябрь 1963   | зелёная с полосами SR             | Брессингемский музей пара                      | Действующий, сертифкат котла до 2026 года                |                                               |
|            | 70      | 32670                | Poplar               | декабрь 1872  | апрель 1943  | январь 1964   | охряная LB&SC                     | железная дорога Кента и Восточного Суссекса    | Действующий, сертифкат котла до 2032 года                | Последний перестроенный из A1 в A1X           |
|            | 72 672  | 32636                | Fenchurch            | сентябрь 1872 | апрель 1913  | январь 1964   |                                   | Bluebell Railway                               | На январь 2023 — действующий                             |                                               |
|            | 78 2678 | 32678                | Knowle               | июль 1880     | ноябрь 1911  | октябрь 1963  | чёрная SR                         | железная дорога Кента и Восточного Суссекса    | Действующий, сертифкат котла до 2030 года                | двухсистемные тормоза (вакуумные и воздушные) |
|            | 82      |                      | Boxhill              | август 1880   |              | август 1946   | охряная LB&SC                     | Национальный железнодорожный музей             | Статический экспонат                                     |                                               |

### Сохранение

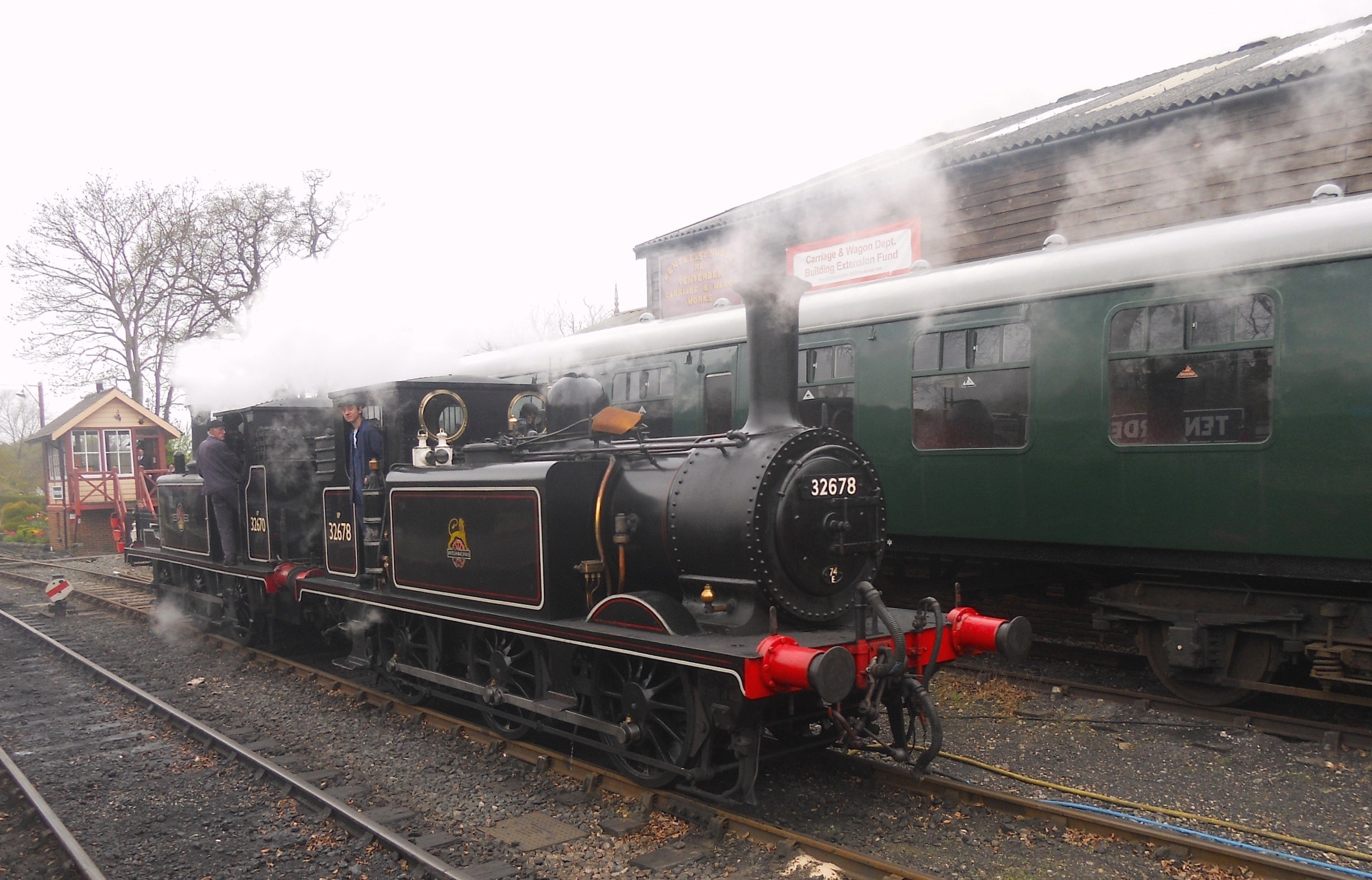
Оба A1X №№ 32678 и 32670 в Тентердене (железная дорога Кента и Восточного Суссекса)

Первым паровозом на первой в Соединённом Королевстве исторической железной дороге стандартной колеи — Bluebell Railway — стал № 55 Stepney (под № 32655), который прибыл 17 мая 1960 года и стал патриархом движения по сохранению исторического наследия железных дорог. После покупки паровоз своим ходом прибыл из Брайтона на станцию Хорстед-Кейнс с двумя вагонами в собственности того же общества. В августе того же года паровоз вёл первый поезд на заново открытой дороге.
№ 72 Fenchurch приобретён Bluebell Railway в 1964 году и активно использовался до 1970-го года, когда встал на двухлетний ремонт и к вековому юбилею вернулся на линию. В 1975 году он снова встал, после замены топки вернулся в строй в 1980 году и проработал до 1988-го. При следующем ремонте обнаружили трещины в колёсном центре одной из столетних колёсных пар, изготовленных из мягкого железа, в результате чего паровоз поставили на ход только в 2001 году. В ходе того же ремонта к котлу образца A1X вернули дымовую коробку A1, приблизив облик паровоза к первоначальному.
Не меньше, чем № 55, знаменит № 82 Boxhill. Паровоз никогда не перестраивался в A1X и был отреставрирован Южной дорогой в первоначальном виде, принимал участие в выставках и был передан Британскому транспортному музею в Клапеме. С тех пор он передан в Национальный железнодорожный музей в Йорке, где экспонируется до сих пор.
№ 54 Waddon был подарен BR Канадскому железнодорожному музею и доставлен 23 августа 1963 года. Через несколько лет в Оттаве трое эмигрантов из Англии занялись паровозом, который хранился в закрытом запаснике, и восстановили его в первоначальном виде. Waddon также не был перестроен в A1X, на SECR только поменяли котёл, но затем ему снова поменяли котёл, на этот раз на A1X, но с короткой дымовой коробкой A1.
Три паровоза выкупила у British Rail сеть летних лагерей для дешёвого отдыха «Butlin's». № 40 Brighton (ныне Newport) отправился в Butlins Pwllheli в 1964 году, затем сдан внаём железной дороге о-ва Уайт в 1972-м, а четыре года спустя продан за 35 000№фунтов. Реставрация затянулась до 1989 года, после чего Newport работал до очередного ремонта в 2002-м. Котёл полностью выработал свой ресурс, и дешевле оказалось заказать новый (стоимостью 70 000 фунтов, 2007 год). Котёл сделали к октябрю 2010 года.
№ 62 Martello в 1963 году отправился в лагерь Butlins Heads-of-Ayr, где выставлялся вместе с № 46233 «Герцогиня Сазерленд», затем был арендован и выкуплен музеем в Брессингеме. Несколько лет паровоз простоял там в крытом запаснике и к концу 1990-х был полностью отреставрирован и окрашен в янтарную ливрею Марша с номером 662 и надписью LBSC та водяных баках. Паровоз посещал разные исторические железные дороги. В мае 2011 года в Лофборо (Большая Центральная железная дорога) он был перекрашен в чёрную ливрею BR и номер 32662 с поздней эмблемой BR, чтобы соединиться с №№ 32670 и 32678 на K&ESR и отметить очередную годовщину последнего поезда на этой дороге 11 июня 2011 года. Угольный бункер на B662 был в 1959 году переставлен со списанного и утилизированного тогда W13 Carisbrooke.
№ 78 Knowle был в лагере Butlins Minehead с № 46229 «Герцогиня Гамильтон», прежде чем был выкуплен K&ESR в 1975 году. Ныне в собственности Terrier Trust.
№ 70 Poplar также находится в собственности Terrier Trust (и обычно работает на K&ESR под № 3 Bodiam). № 70 купили у BR в 1964 году Wheels brothers (Брайтон) и работал после этого на лёгкой железной дороге Кента и Восточного Суссекса в годы её коммерческой рабты, и потом, после превращения в историческую. Отставлен в 1985 году, стоял 10 лет до того, пока не был приобретён K&ESR и Terrier Trust, которые составили план реставрации. Возвращён в эксплуатацию в мае 2006 года на гала-шоу «All Terriers Great and Small» («Терьеры большие и маленькие») в своей первоначальной оксфордской синей ливрее Rother Valley Railway. В апреле 2011 года перекрашен в чёрную BR с нанесением номера 32670 и позднего логотипа BR для годовщины последнего поезда 11 июня 2011 года. Оба работают на  K&ESR.
№ 50 Whitechapel был куплен в 1963 году властями боро Саттона и Чема (они хотели купить № 61 «Саттон», но его успели разрезать) для экспонирования перед новым зданием муниципалитета, а пока оно строилось, паровоз находился на K&ESR. Там паровоз был отреставрирован и вёл поезд на открытии исторической K&ESR в 1974 году. На этой дороге его очередь для реставрации была слишком далека, и владельцы (по-прежнему муниципальный совет боро Саттон) перевели его на железную дорогу долины Спа, где начата его реставрация.
№ 46 Newington обладает, вероятно, наиболее необычной историей из всех одноклассников. После списания в 1963 году паровоз продали Sadler Rail Coach company (Дроксфорд, Гэмпшир), которая базируется на Meon Valley Railway. Время от времени паровоз ходил между Дроксфордом и Уикемом. Весной 1966 года его продали в Портсмут на пивоварню Brickwoods, которая намеревалась выставить его перед новым пабом на острове Хейлинг. Несколько лет паровоз простоял перед этим пабом, стал местной знаменитостью, после чего в 1979 году был передан паровой железной дороге острова Уайт.

### На главных линиях
Ни один паровоз этого типа не восстанавливался для работы на главном ходу. В начале XXI века рассматривали возможность сделать это с № 62 Martello, но стоимость сочли слишком высокой.
Прежде, чем в 1968 году век пара был окончательно завершён запретом паровозов на сети государственных железных дорог, № 55 Stepney провёл два спецпоезда. Первый 21 октября 1962 года в паре с LSWR 415 class № 488 со станции Хейвордс-Хит до станции Хорстед-Кейнс на обратном пути железнодорожного тура с вокзала Виктория на Bluebell Railway. Второй поезд был проведён со станции Брайтон до Хостед-Кейнс 27 октября 1963 года для членов Общества сохранения Bluebell Railway, на этот раз в паре с LB&SCR E4 class № 473 Birch Grove в честь закрытия линии между Хейвордс-Хит и Хорстед-Кейнс.

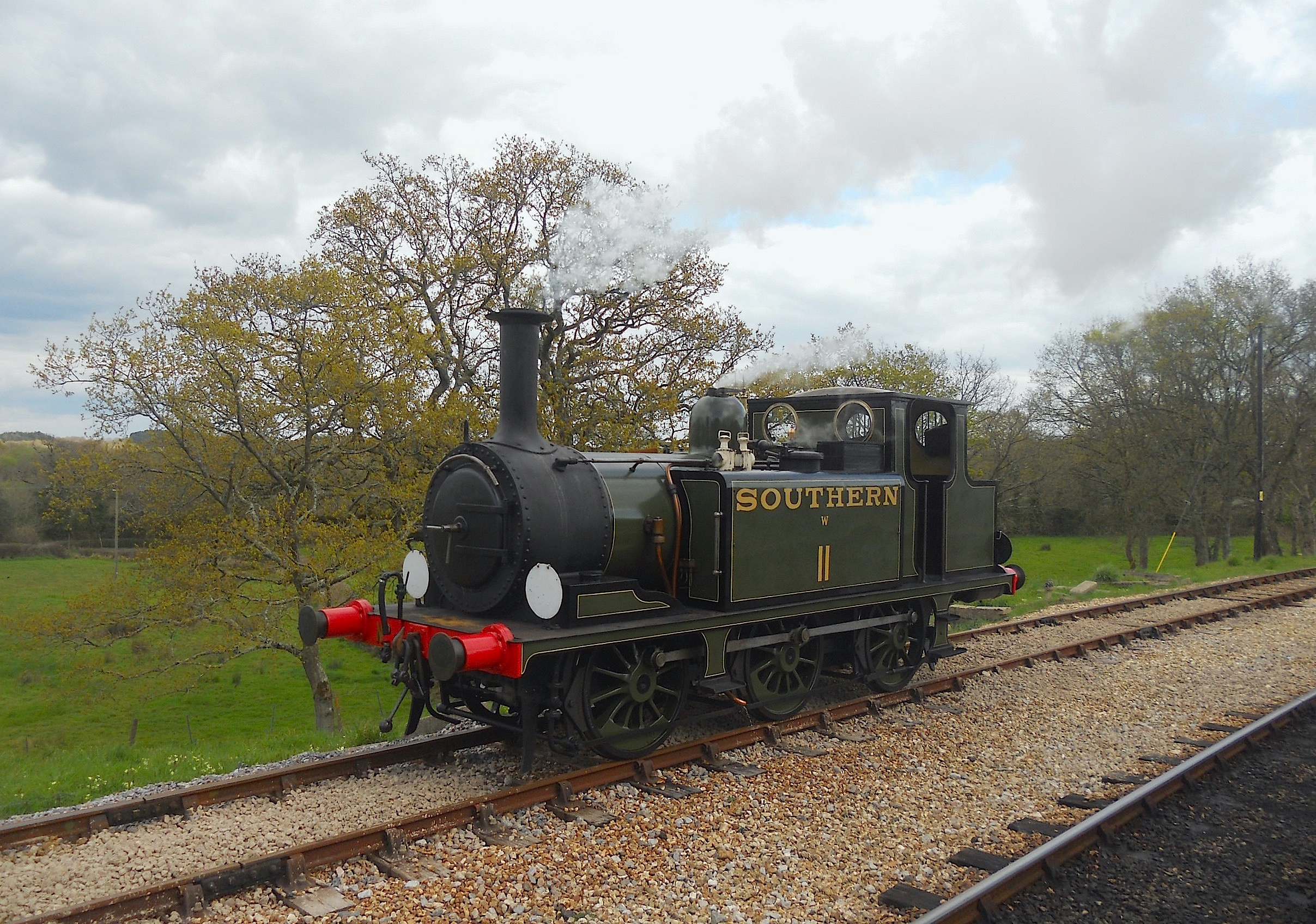
№ W11 обгоняется на станции Вуттон паровой железной дороги острова Уайт. Этот паровоз может в будущем доходить и до Райда

№ 55 в 1991 году вернулся на станцию Брайтон в честь 150-летия железнодорожного движения в Брайтоне (по London and Brighton Railway). Паровоз прибыл с буксиром и холодный, сцеплен с LB&SCR B1 class «Gladstone» и стоял на восточной платформе (№ 9). Паровозы были гвоздём выставки, включавшей также King Arthur № 777 Sir Lamiel, Britannia Class № 70000 «Britannia» и брайтонский BR Standard 4MT № 80072.
В августе 1975 года № 72 Fenchurch представлял LB&SCR и Bluebell Railway на паровом параде в Шилдоне (Дарем) в честь 150-летия железной дороги Стоктон—Дарлингтон. Во время этого парада паровоз прошёл по главному ходу BR, хотя, конечно, закрытому по специальным ограничениям. Дополнительно он сделал несколько маневровых поездок со станции в вагонное депо вместе с NER Class P3 № 65894 с исторической железной дороги North Yorkshire Moors Railway.
Если осуществятся планы по продолжению паровой железной дороги острова Уайт от станции Смоллбрук-узловая до Райд-сент-Джон-Роуд, два паровоза A1X в парке этой дороги смогут появиться на путях нынешнего оператора британской железнодорожной сети Network Rail.

## Терьеры в культуре
Паровоз A1X № 55 Stepney является героем детской книги «железнодорожной» серии «Stepney the „Bluebell“ Engine» (Уилбер Одри). Паровоз Boxhill упомянут в другой книге той же серии «Thomas and the Great Railway Show». Stepney появляется и в телесериале по этим книгам Thomas & Friends.
Эпизод фильма Кена Рассела Листомания, снятый на Bluebell Railway, включает сцену с паровозом № 72 Fenchurch, разбивающим рояль (на самом деле скорость паровоза составляла лишь 25 миль/ч согласно скоростному ограничению линии, а для эффекта сцена была ускорена кинематографическими средствами).
В фильме «Анна Каренина» (1961) № 55 Stepney играет роль русского паровоза.

## На других континентах
Два из трёх паровозов, проданных Pauling & Co., оказались в Южной Америке, где работали на La Plata tramway в 1920-е годы.
Восемь паровозов этого типа по чертежам LB&SCR были построены в Австралии для государственных железных дорог Нового Южного Уэльса под обозначением N67 class. Отличия от английских паровозов были незначительные: упрощённая кабина, увеличенный угольный бункер и бо́льшие песочницы. Около 1890 года они уступили место на линиях более крупным и мощным локомотивам, и многие были переведены в маневровые или оснащены небольшими подъёмниками и работали в депо на погрузке угля. Эти паровозы из-за иных условий эксплуатации не были так удобны, как английские, и поэтому оказались утилизированы задолго до начала эпохи сохранения технического наследия.

## Models
Модели A1 и A1X в масштабе 4 мм на фут (1 к 76,2) выпускаются Hornby Railways, Dapol производит их в 1 к 160, 1 к 76,2 и 1 к 43,5.

## Фотогалерея

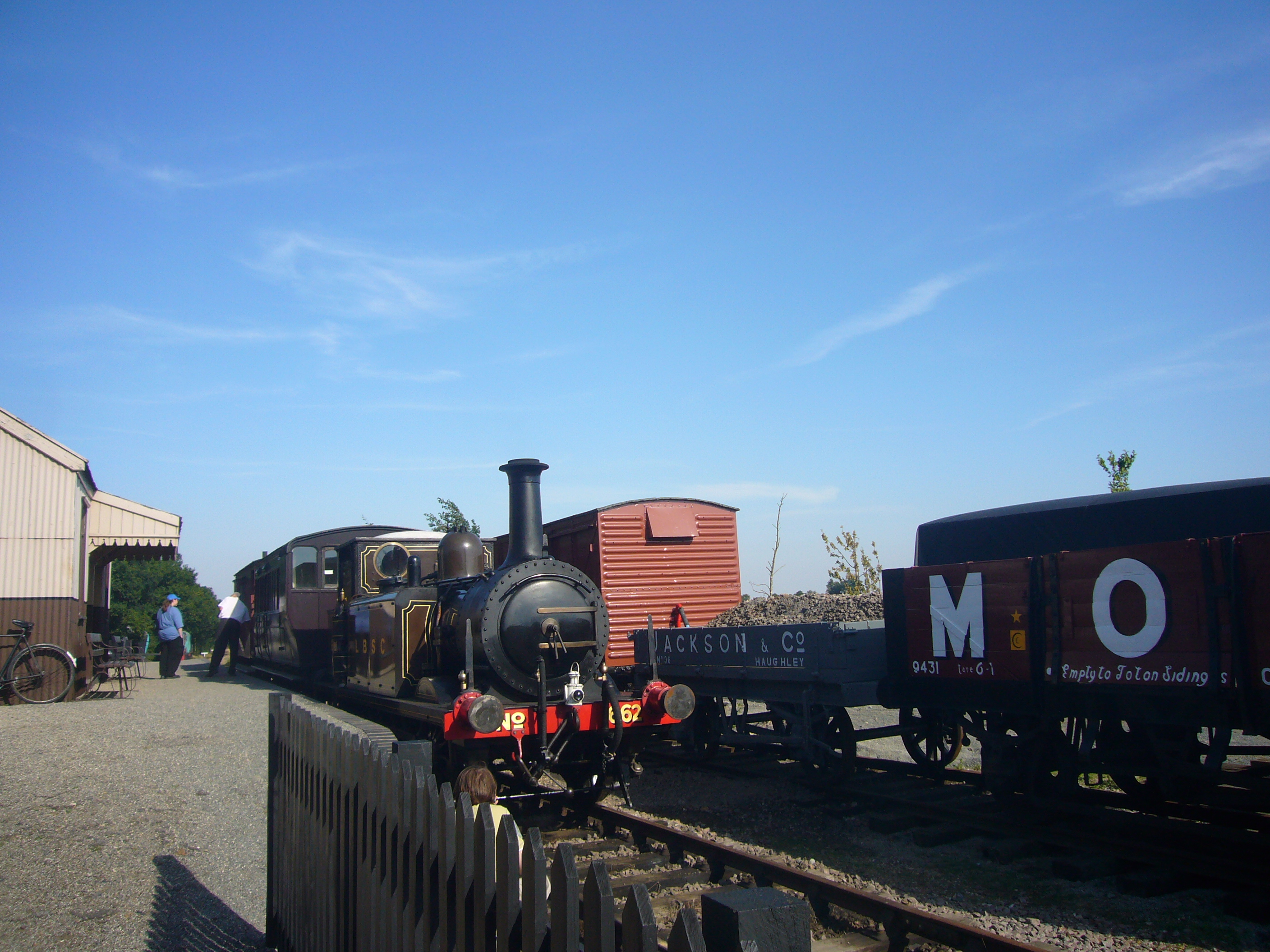
Martello на лёгкой железной дороге среднего Суффолка[англ.] (лето 2007) с вагонами, подобными их первоначальным пригородным
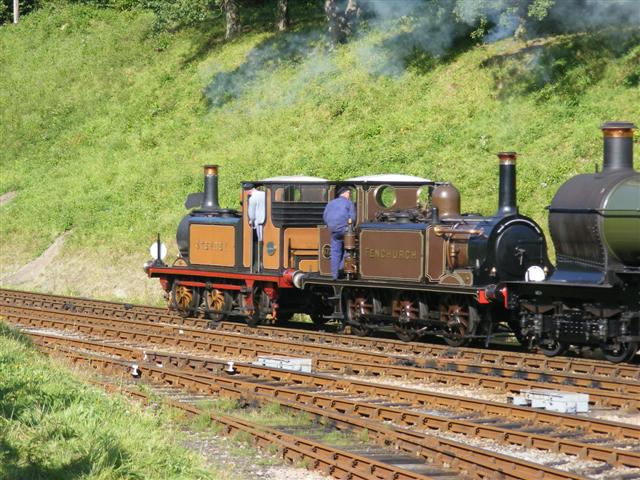
Stepney и Fenchurch на Bluebell Railway (август 2007), крохотные рядом с GWR 3200 Class[англ.]
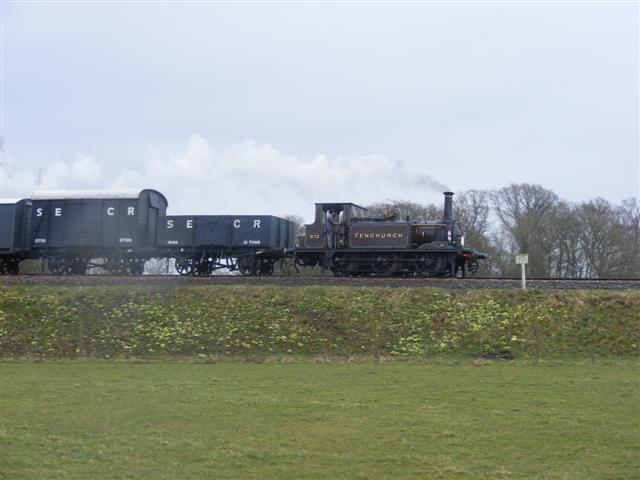
Fenchurch на Bluebell Railway (апрель 2009)
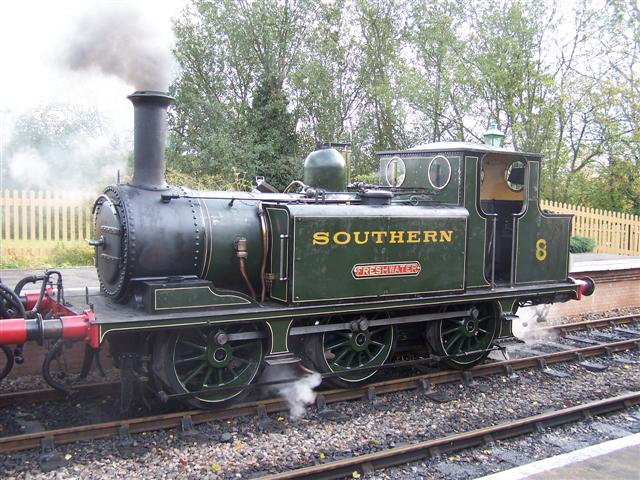
Freshwater на Bluebell Railway (ноябрь 2006). Видно увеличенный «уайтский» бункер.
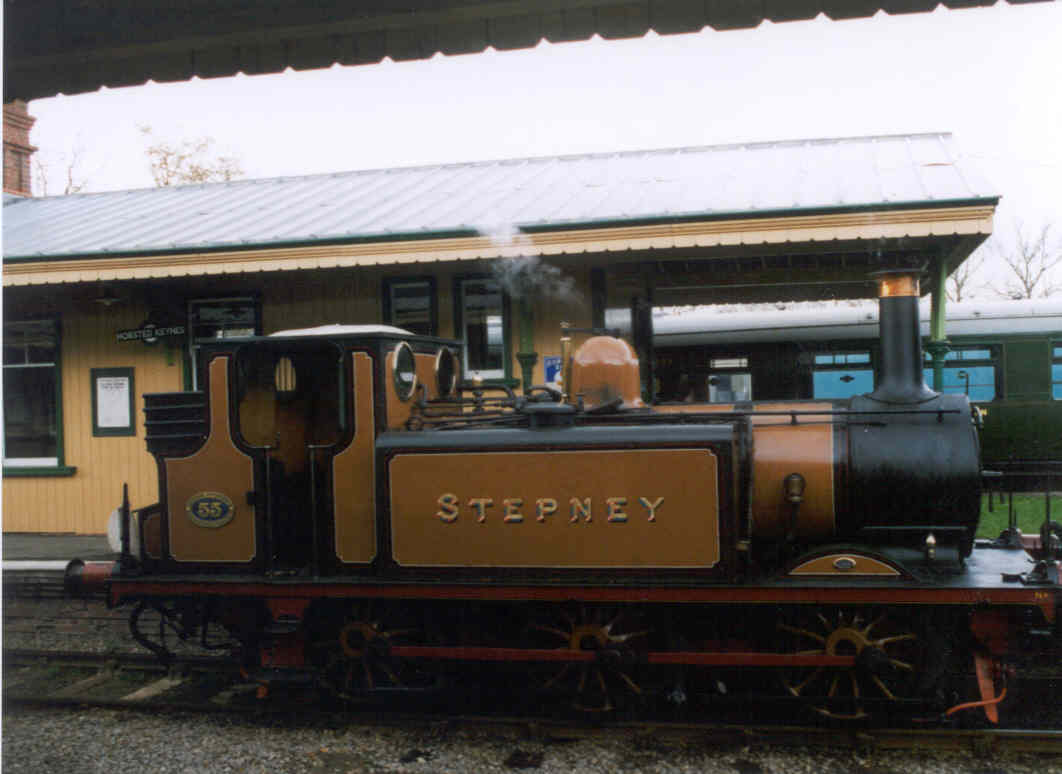
Stepney на Bluebell Railway (2003). Классический бункер и инструментальный ящик на нём

## Внешние ссылки
- SEMG page about the A1 Class
- The Terrier Trust